# Дегтярёв, Александр Викторович (российский футболист)
Алекса́ндр Ви́кторович Дегтярёв (7 сентября 1983, Новоалександровск, Ставропольский край, СССР) — российский футболист, полузащитник. Мастер спорта (2013).

## Карьера
Начал карьеру в клубе «Элиста» в 2006 году. В том же сезоне перешёл в клуб «Спартак» Владикавказ, проведя в команде 12 игр и забив в них 7 голов, помог «Спартаку» выйти в Первый дивизион. В 2007 году сыграл в 40 матчах команды и забил один гол. 14 февраля 2008 года перешёл в клуб «Сибирь» Новосибирск. Дебютировал в составе клуба 30 марта 2008 года в матче 2-го тура Первого дивизиона с «Динамо» Барнаул, в котором заменил на 72-й минуте Жоао Мартинса. Помог клубу впервые в истории выйти в Высший дивизион. 14 марта 2010 года дебютировал в РФПЛ, выйдя на замену в матче с «Тереком». 5 августа впервые сыграл в еврокубковой игре, выйдя после перерыва в матче с «Аполлоном». 19 августа, выйдя на замену, забил гол, который принёс «Сибири» победу в игре с ПСВ Эйндховен.

## Достижения
- Победитель первенства Второго дивизиона (зона «Юг»): 2006
- Серебряный призёр Первого дивизиона (выход в Премьер-лигу): 2009
- Финалист Кубка России: 2009/2010
- Победитель первенства ПФЛ (зона «Центр»): 2013/2014

## Статистика
на 27 июня 2016
| Сезон     | Клуб                  | Лига            | Чемпионат | Чемпионат | Кубок | Кубок | Еврокубки | Еврокубки |
| Сезон     | Клуб                  | Лига            | Игры      | Голы      | Игры  | Голы  | Игры      | Голы      |
| --------- | --------------------- | --------------- | --------- | --------- | ----- | ----- | --------- | --------- |
| 2006      | Элиста                | Второй дивизион | 17        | 4         | 1     | 0     | —         | —         |
| 2006      | Спартак (Владикавказ) | Второй дивизион | 12        | 7         | 0     | 0     | —         | —         |
| 2007      | Алания                | Первый дивизион | 39        | 9         | 1     | 0     | —         | —         |
| 2008      | Сибирь                | Первый дивизион | 34        | 3         | 1     | 0     | —         | —         |
| 2009      | Сибирь                | Первый дивизион | 31        | 5         | 4     | 1     | —         | —         |
| 2010      | Сибирь                | РФПЛ            | 18        | 0         | 3     | 0     | 2         | 1         |
| 2011/2012 | Сибирь                | ФНЛ             | 20        | 2         | 1     | 0     | —         | —         |
| 2012/2013 | Волгарь               | ФНЛ             | 23        | 2         | 0     | 0     | —         | —         |
| 2013/2014 | Сокол                 | ПФЛ             | 27        | 15        | 3     | 0     | —         | —         |
| 2014/2015 | Сокол                 | ФНЛ             | 33        | 10        | 2     | 0     | —         | —         |
| 2015/2016 | Сокол                 | ФНЛ             | 33        | 12        | 1     | 0     | —         | —         |